# Czarni Szczecin (wioślarstwo)

Barwy wioseł strona wewnętrzna

Sekcja wioślarska Spółdzielczego Klubu Sportowego „Czarni” w Szczecinie – wioślarska sekcja szczecińskiego klubu sportowego, działająca od roku 1966. Zaprzestała działalności w 1990 roku.

## Historia
Sekcja wioślarska SKS „Czarni” Szczecin powstała w dniu 3.04.1966 i w tym samym roku przyjęta została do Polskiego Związku Towarzystw Wioślarskich. Macierzyste Zrzeszenie „Start” sfinansowało budowę na wyspie Przymoście Ośrodka Sportów Wodnych, który oddano wioślarzom i kajakarzom Czarnych w 1969. Wyspa połączona została z lądem mostem wiszącym dla pieszych, a infrastruktura klubowa (m.in. hangar na łodzie i budynek klubowy) była, jak na tamte czasy, nowoczesna. Zawodnicy mogli też korzystać z krytego basenu wioślarskiego w Wojewódzkim Domu Sportu w Szczecinie.
Pierwszy występ wioślarzy Czarnych na mistrzowskiej imprezie międzynarodowej miał miejsce już w 1971. Na Mistrzostwach Świata Juniorów w Bledzie wystąpili na dwójce podwójnej R. Burak z R. Galińskim i zajęli X miejsce. Rok później Ewa Ambroziak wystartowała na jedynce na Mistrzostwach Europy Seniorów, zajmując VI miejsce. Seria największych sukcesów wioślarzy Czarnych i licznych powołań do reprezentacji narodowej trwała przez ponad dziesięć lat. Jej kumulacją były medale R. Stadniuka na mistrzostwach świata seniorów oraz na igrzyskach olimpijskich, a przede wszystkim sukcesy sekcji w 1976, w którym trzech zawodników wystąpiło na igrzyskach, a aż sześciu juniorów wystąpiło w składzie ósemki na MŚJ.
Ostatnim sukcesem wioślarzy Czarnych było V miejsce na Mistrzostwach Świata w 1989 Izabeli Wiśniewskiej, startującej na czwórce podwójnej. W związku z trudnościami finansowymi okresu transformacji ustrojowej, sekcja została ostatecznie rozwiązana w roku 1990. Ośrodek Sportów Wodnych na wyspie Przymoście przekazany został wioślarzom AZS Szczecin. Do AZS trafiło też większość wioślarzy Czarnych, między innymi późniejszy mistrz olimpijski z 2008, Marek Kolbowicz.

## Wyniki sportowe
Największym sukcesem sekcji wioślarskiej Czarnych Szczecin jest występ aż czterech jej reprezentantów na trzech igrzyskach olimpijskich (w latach: 1976, 1980 oraz 1988). Jeden z nich, Ryszard Stadniuk, został medalistą olimpijskim. Ten sam zawodnik był też wicemistrzem świata seniorów.
Liczni zawodnicy sekcji uczestniczyli w mistrzostwach świata seniorów i juniorów oraz mistrzostwach Europy. Przez niemal cały okres swego działania Czarni byli jednym z najsilniejszych polskich klubów wioślarskich.

## Najwybitniejsi zawodnicy
Najwybitniejszymi zawodnikami sekcji wioślarskiej klubu byli:
Ryszard Stadniuk – wychowanek klubu, medalista olimpijski i mistrzostw świata. Jego największe sukcesy:
- 1980 –  Igrzyska Olimpijskie, Moskwa – czwórka ze sternikiem –  brązowy medal; na igrzyskach tych startował też na ósemce i zajął IX miejsce.
- 1976 –  Igrzyska Olimpijskie, Montreal – dwójka ze sternikiem – VI miejsce,
- 1975 – Mistrzostwa Świata, Nottingham – dwójka ze sternikiem –  srebrny medal,
- 1977 – Mistrzostwa Świata, Amsterdam – dwójka ze sternikiem – VI miejsce,
- po skończeniu kariery zawodniczej – wieloletni Prezes PZTW.

Ryszard Burak – wychowanek Czarnych, dwukrotny olimpijczyk, wieloletni reprezentant kraju. Odniósł następujące sukcesy:
- 1976 –  Igrzyska Olimpijskie, Montreal – czwórka ze sternikiem – VIII miejsce,
- 1980 –  Igrzyska Olimpijskie, Moskwa – czwórka podwójna – VII miejsce,
- 1979 – Mistrzostwa Świata, Bled – czwórka podwójna – VIII miejsce,
- 1981 – Mistrzostwa Świata, Monachium – czwórka podwójna – XI miejsce.
- 1982 – Mistrzostwa Świata, Lucerna – czwórka podwójna – IX miejsce.
- 1972 – Mistrzostwa Świata Juniorów, Mediolan – dwójka podwójna – VI miejsce.

Ewa Ambroziak – wychowanka klubu, olimpijka i wielokrotna reprezentantka kraju. Jej sukcesy:
- 1976 –  Igrzyska Olimpijskie, Montreal – jedynka – IX miejsce,
- 1974 – Mistrzostwa Świata, Lucerna – dwójka podwójna – IV miejsce,
- 1975 – Mistrzostwa Świata, Nottingham – jedynka – VI miejsce.

Ireneusz Omięcki – sternik, olimpijczyk i wieloletni reprezentant kraju. Jego wyniki:
- 1988 –  Igrzyska Olimpijskie, Seul – dwójka ze sternikiem – IX miejsce,
- 1986 – Mistrzostwa Świata, Nottingham – czwórka ze sternikiem – VI miejsce.

Marek Kolbowicz – wychowanek klubu. Już po przejściu do AZS Szczecin mistrz olimpijski, czterokrotny mistrz świata, mistrz Europy i pięciokrotny uczestnik igrzysk olimpijskich.

## Galeria zdjęć

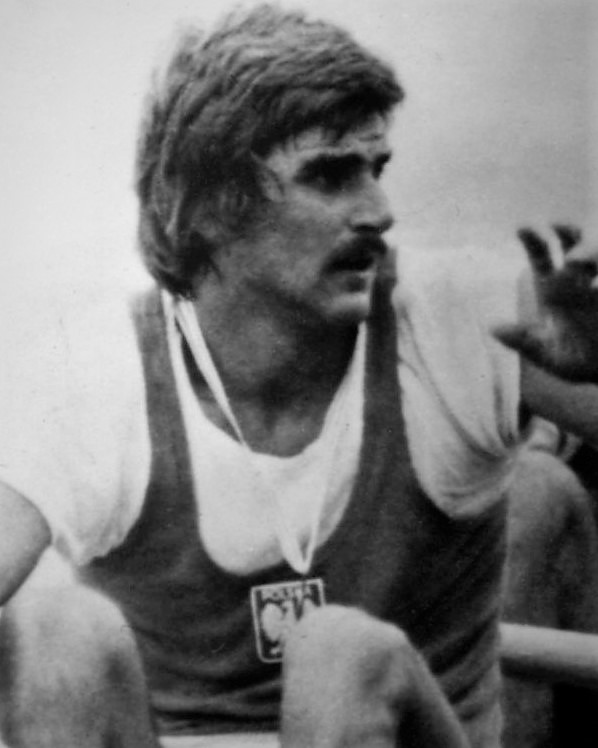
Ryszard Stadniuk
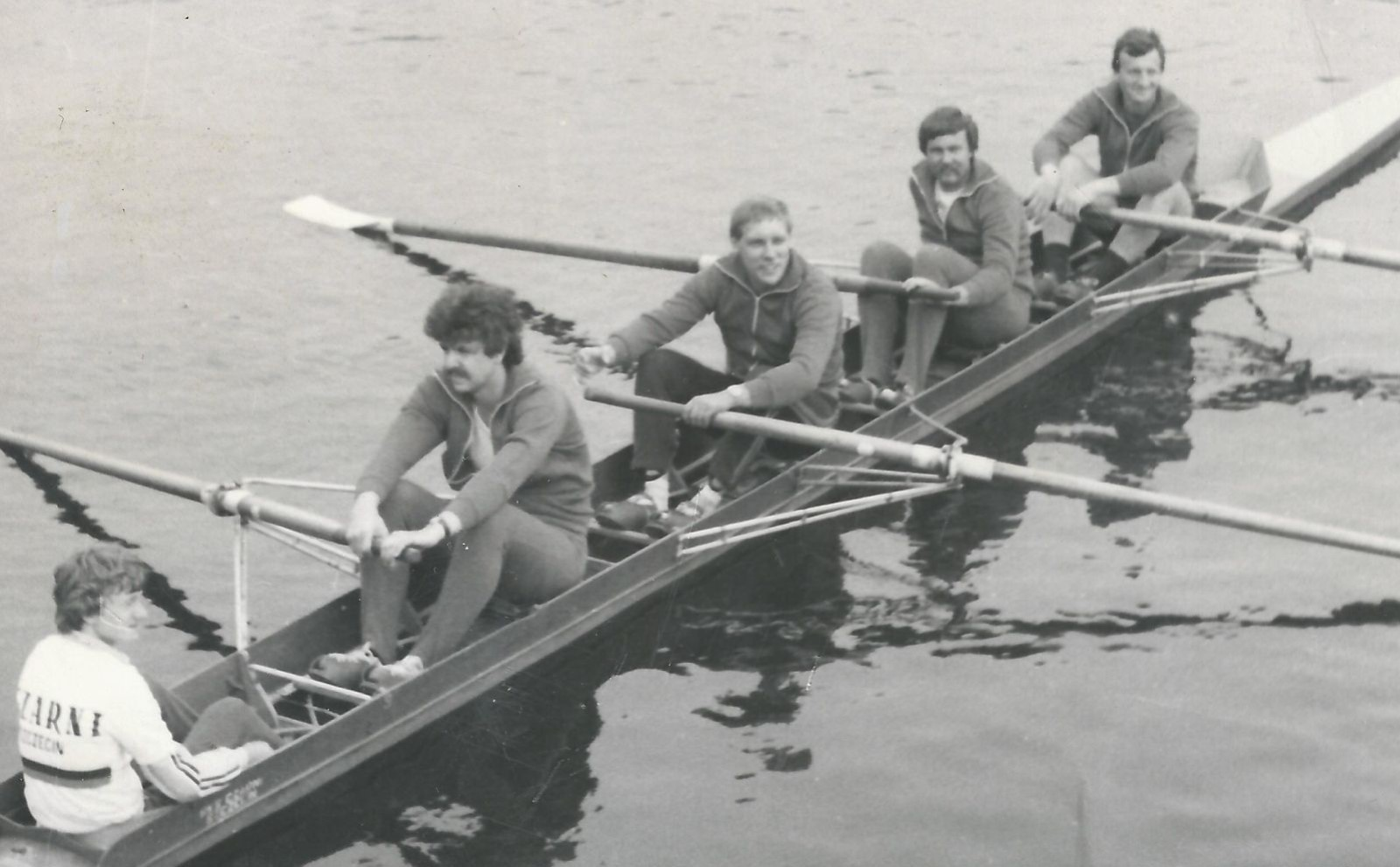
Czwórka ze sternikiem Czarnych Szczecin w latach 70. XX w.
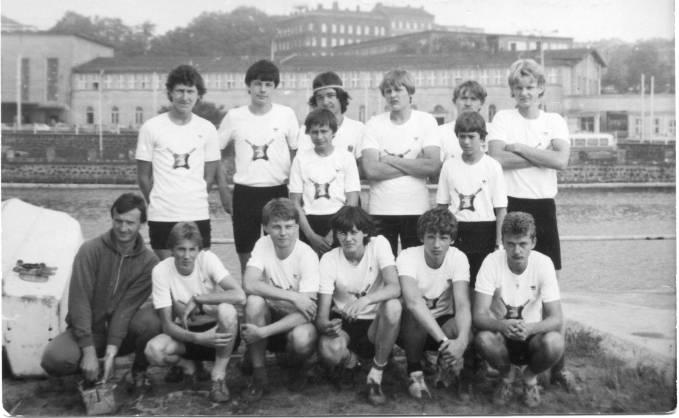
Zawodnicy Czarnych Szczecin w 1982
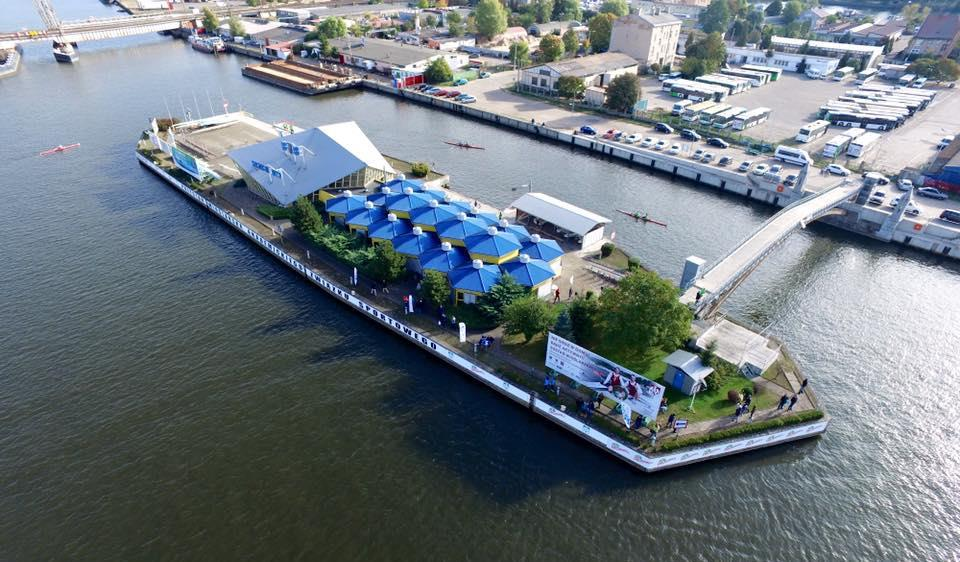
Przystań Czarnych już po przejęciu przez AZS Szczecin
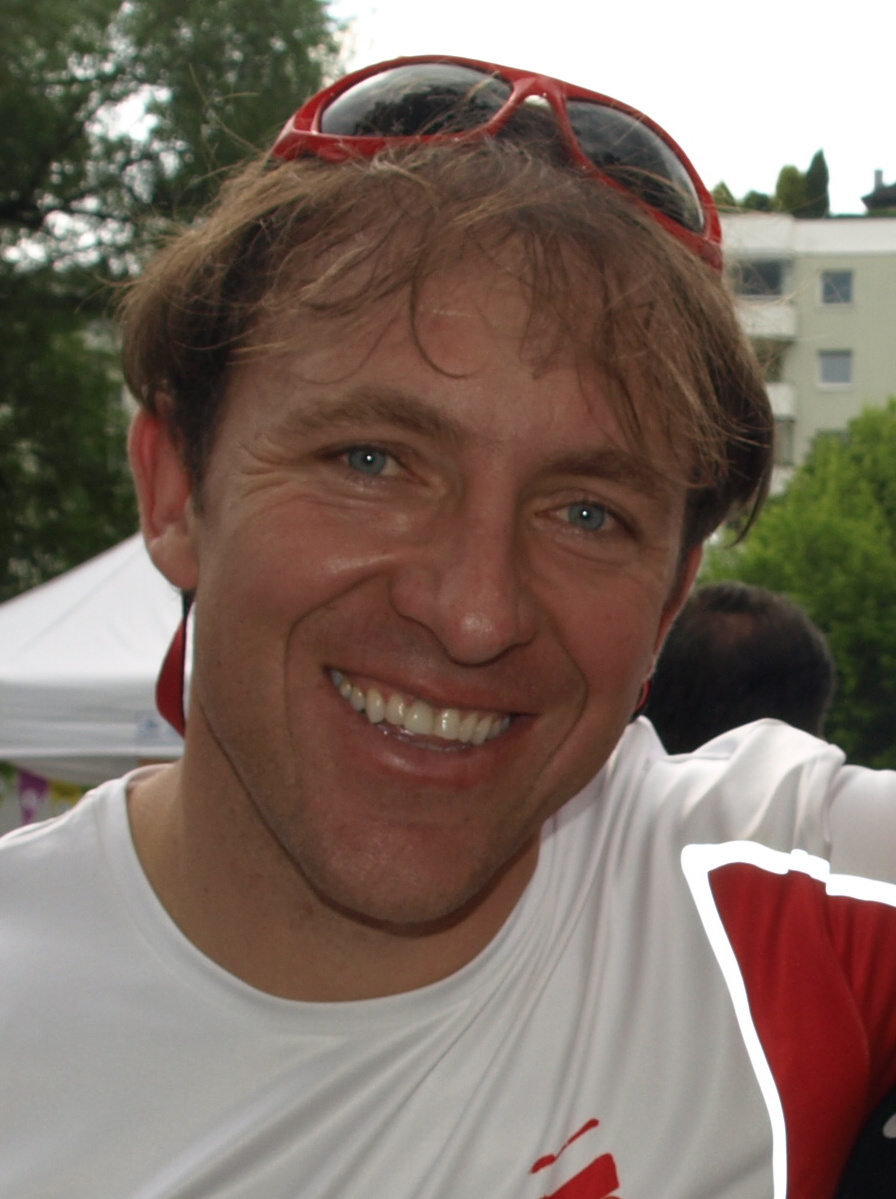
Wychowanek Czarnych – Marek Kolbowicz